# Felix Jones

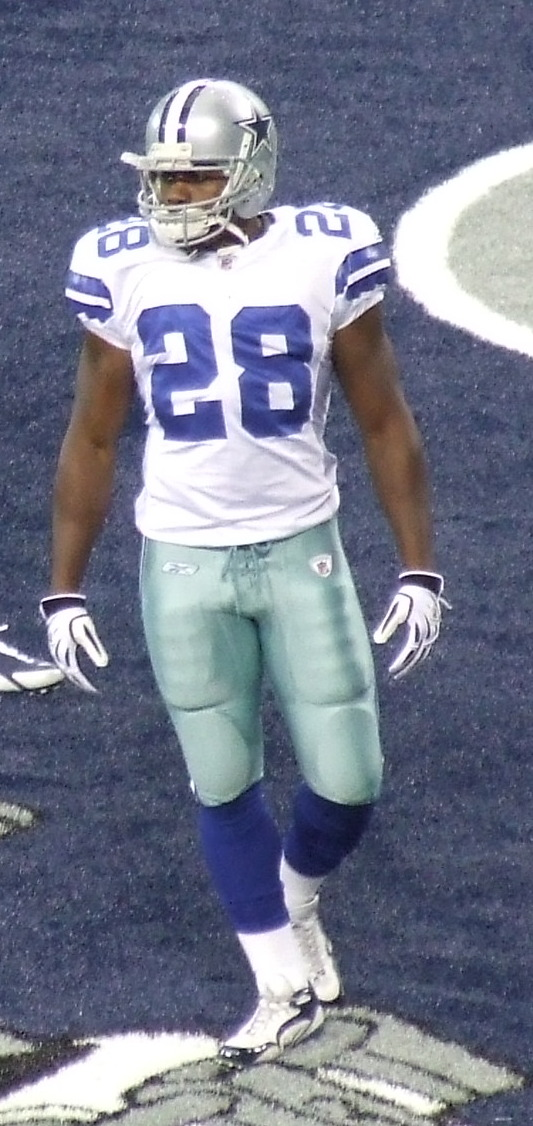
Felix Jones

Felix Jones (Tulsa, Oklahoma, 8 de maio de 1987) é um ex jogador de futebol americano que atuava na posição de running back na National Football League. Após jogar futebol universitário e se formar em cinesiologia pela Universidade do Arkansas, foi escolhido pelo Dallas Cowboys no Draft de 2008 da NFL em vigésimo segundo no total.

## Carreira como profissional
Jones foi draftado pelo Dallas Cowboys na primeira rodada do Draft de 2008. Em 26 de julho ele assinou um contrato de US$ 10.53 milhões.
Em sua primeira corrida na NFL, Jones fez um touchdown de 11 jardas na vitória de 28 a 10 sobre o Cleveland Browns. Ele terminou o jogo com 9 corridas para 62 jardas. Em 15 de setembro de 2008, no Monday Night Football contra o Philadelphia Eagles, Jones retornou um chute de 98 jardas para touchdown no primeiro periodo. Jones foi o retornador titular do Cowboys na vitória de 41 a 37 contra o Philadelphia Eagles.
Em seu terceiro jogo na NFL, Jones correu para um touchdown de 60 jardas contra o Green Bay Packers em 21 de setembro de 2008. Na Semana 6, em um jogo contra o Arizona Cardinals, Jones se machucou. Foi reportado pela ESPN em 20 de novembro de 2008 que Jones ficaria de fora o restante daquela temporada.
Em 2013, assinou com o Philadelphia Eagles. Em agosto do mesmo ano, Jones foi para o Pittsburgh Steelers, após ser trocado pelo linebacker Adrian Robinson. A troca aconteceu após o running back titular, o calouro Le'Veon Bell, ter sofrido uma lesão no pé. O jogador foi dispensado ao fim da temporada.

### Números na carreira
| Time           | Temporada      | Jogos | Correndo com a bola | Correndo com a bola | Correndo com a bola | Correndo com a bola | Correndo com a bola | Recebendo a bola | Recebendo a bola | Recebendo a bola | Recebendo a bola | Recebendo a bola | Retornos de chute | Retornos de chute | Retornos de chute | Retornos de chute | Retornos de chute |
| Time           | Temporada      | Jogos | Ten                 | Jardas              | Média               | TD                  | TD mais longo       | Rec              | Jardas           | Média            | TD               | TD mais longo    | No.               | Jardas            | Média             | TD                | TD mais longo     |
| -------------- | -------------- | ----- | ------------------- | ------------------- | ------------------- | ------------------- | ------------------- | ---------------- | ---------------- | ---------------- | ---------------- | ---------------- | ----------------- | ----------------- | ----------------- | ----------------- | ----------------- |
| Dallas Cowboys | 2008           | 6     | 30                  | 266                 | 8,9                 | 3                   | 60                  | 2                | 10               | 5,0              | 0                | 7                | 16                | 434               | 27,1              | 1                 | 98                |
| Dallas Cowboys | 2009           | 14    | 116                 | 685                 | 5,9                 | 3                   | 56                  | 19               | 119              | 6,3              | 0                | 30               | 30                | 678               | 22,6              | 0                 | 41                |
| Dallas Cowboys | 2010           | 16    | 185                 | 800                 | 4,3                 | 1                   | 34                  | 48               | 450              | 9,4              | 1                | 71               | 0                 | 0                 | 0                 | 0                 | 0                 |
| Dallas Cowboys | 2011           | 12    | 127                 | 575                 | 4,5                 | 1                   | 40                  | 33               | 221              | 6,7              | 0                | 27               | 7                 | 186               | 26,6              | 0                 | 69                |
| Dallas Cowboys | 2012           | 16    | 11                  | 402                 | 6,9                 | 3                   | 22                  | 25               | 262              | 10,5             | 2                | 39               | 11                | 236               | 21,5              | 0                 | 29                |
| Total          | (5 temporadas) | 64    | 569                 | 2 728               | 4,8                 | 11                  | 60                  | 127              | 1 062            | 8,4              | 3                | 71               | 64                | 1 534             | 24,0              | 1                 | 98                |